# Eulychnia
Eulychnia Phil. – rodzaj sukulentów z rodziny kaktusowatych (Cactaceae).

## Systematyka
Synonimy
Philippicereus Backeb.
Pozycja systematyczna według APweb (aktualizowany system APG III z 2009)
Należy do rodziny kaktusowatych (Cactaceae) Juss., która jest jednym z kladów w obrębie rzędu goździkowców (Caryophyllales) i klasy roślin okrytonasiennych. W obrębie kaktusowatych należy do plemienia Notocacteae, podrodziny Cactoideae.
Pozycja w systemie Reveala (1993-1999)
Gromada okrytonasienne (Magnoliophyta Cronquist), podgromada Magnoliophytina Frohne & U. Jensen ex Reveal, klasa Rosopsida Batsch, podklasa goździkowe (Caryophyllidae Takht.), nadrząd Caryophyllanae Takht., rząd goździkowce (Caryophyllales Perleb), podrząd Cactineae Bessey in C.K. Adams, rodzina kaktusowate (Cactaceae Juss.), rodzaj Eulychnia Phil..
Gatunki
- Eulychnia acida Phil.
- Eulychnia breviflora Phil.
- Eulychnia castanea Phil.
- Eulychnia iquiquensis (K.Schum.) Britton & Rose
- Eulychnia procumbens Backeb.